# Christoph Grienberger
Christoph Grienberger (Hall in Tirol, 2 luglio 1561 – Roma, 11 marzo 1636) è stato un astronomo austriaco.

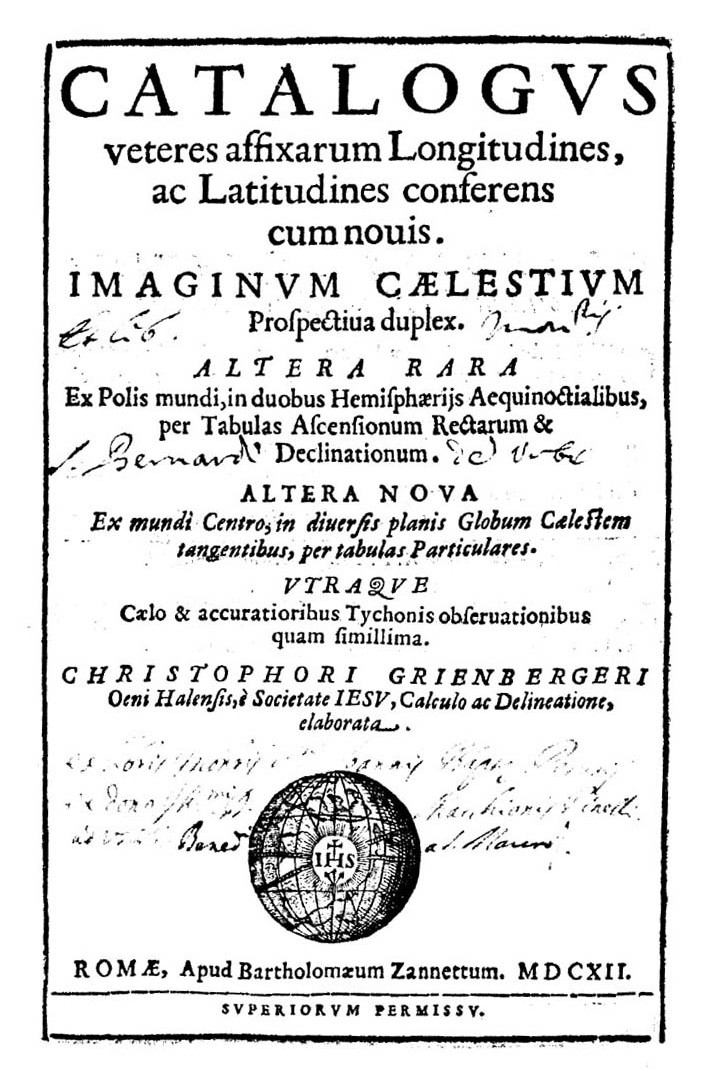
Catalogus veteres affixarum longitudines, ac latitudines conferens cum novis, 1612

Faceva parte dei gesuiti, succedette a Cristoforo Clavio nel Collegio Romano e si occupò non solo di astronomia ma anche di ottica.

## Biografia
Nato a Hall in Tirol, Christoph Grienberger entrò nei Gesuiti il 20 agosto del 1580. Studiò a Praga e Vienna, e nel 1612 succedette al suo insegnante, Christopher Clavius, come professore di matematica al Collegio Romano.
Nel 1610 i gesuiti e gli alti funzionari della chiesa si rivolsero a Grienberger, Cristoforo Clavio, Paolo Lembo e Odo van Maelcote, gli altri matematici della facoltà del Collegio Romano, per sapere la loro opinione sui nuovi fenomeni che Galileo aveva osservato con il suo telescopio. Questi studiosi simpatizzavano per la teoria del moto di Galileo e diedero subito la loro approvazione, "benché solo dal punto di vista fenomenologico, senza entrare [...] nel merito delle implicazioni fisiche e cosmologiche dei riscontri telescopici, Tuttavia gli fu chiesto di difendere la visione aristotelica dell'universo dal preposito generale della Compagnia di Gesù Claudio Acquaviva.
Sebbene Grienberger non sia stato un autore prolifico (il suo nome è legato essenzialmente a un breve volume di carte celesti e a una serie di tavole trigonometriche) tuttavia occupava una posizione che gli consentiva di rivedere e valutare le opere di molti altri autori. Come censore tecnico di tutte le opere matematiche scritte da autori gesuiti, Grienberger inviò spesso agli autori le sue correzioni e i suoi calcoli che raccomandava di incorporare prima che le opere fossero pubblicate. Molti dei suoi contemporanei riconobbero il loro debito nei suoi confronti. Ad esempio il matematico Mario Bettinus inserì nella sua opera Apiaria Universae Philosophiae Mathematicae la seguente confessione: "Ho beneficiato, mio lettore, dalla mente e dall'industria di un uomo molto dotto ed estremamente modesto, Grienberger, che, mentre avrebbe potuto scoprire molte cose meravigliose da solo, ha preferito rendersi utile alle invenzioni di altre persone e alle lodi degli altri".
Giuseppe Biancani fu un corrispondente di Grienberger, e discusse con lui i suoi dubbi sull'affermazione di Galileo secondo cui esistevano montagne sulla luna.
Grienberger tenne lezioni di astronomia per i gesuiti che si preparavano per l'opera missionaria in Cina. Si occupò anche di ottica. Nel 1633 gli succedette nella cattedra di matematica del Collegio Romano il P. Athanasius Kircher.
Grienberger è sepolto a Roma. Gli è stato intitolato il Cratere Gruemberger sulla Luna.

## Opere
- (LA) Catalogus veteres affixarum longitudines, ac latitudines conferens cum novis, Roma, Bartolomeo Zanetti, 1612.
- (LA) Elementa trigonometrica, id est Sinus tangentes, secantes in partibus sinus totius 100000, Roma, Bartolomeo Zanetti, 1630.
- (LA) Nova imaginum caelestium prospectiva, Augsburg, Jakob Koppmayer, 1679.